# Peyrusse-Massas
Peyrusse-Massas è un comune francese di 106 abitanti situato nel dipartimento del Gers nella regione dell'Occitania.

## Società

### Evoluzione demografica
Abitanti censiti